# Nico Schulz
Nico Schulz (ur. 1 kwietnia 1993 w Berlinie) – niemiecki piłkarz grający na pozycji obrońcy.

## Życiorys

### Kariera klubowa
Jest wychowankiem Herthy BSC. W czasach juniorskich trenował także w BSC Rehberge. W wieku 15 lat otrzymał ofertę dołączenia do juniorskich drużyn Liverpoolu F.C., z której nie skorzystał. 1 lipca 2010 został członkiem kadry pierwszego zespołu Herthy. 20 sierpnia 2010 zagrał po raz pierwszy w 2. Bundeslidze – miało to miejsce w wygranym 3:2 meczu z Rot-Weiß Oberhausen. W Bundeslidze zadebiutował natomiast 10 sierpnia 2013 w wygranym 6:1 spotkaniu z Eintrachtem Frankfurt. Do gry wszedł w 73. minucie, zastępując Änisa Ben-Hatirę.
18 sierpnia 2015 odszedł za 4 miliony euro do Borussii Mönchengladbach. 12 października 2015 zerwał więzadła krzyżowe w kolanie, przez co został wyłączony z gry do czerwca 2016. 8 lipca 2017 został piłkarzem TSG 1899 Hoffenheim. Kwota transferu wyniosła 3 miliony euro.

### Kariera reprezentacyjna
We wrześniu 2018 został po raz pierwszy powołany do seniorskiej reprezentacji kraju. Zadebiutował w niej 9 września 2018 w wygranym 2:1 towarzyskim spotkaniu z Peru. W 85. minucie zdobył w nim gola na 2:1 po asyście Nilsa Petersena.